# Ситня (Калинковичский район)
Ситня (бел. Сітня) — деревня в Калинковичском районе Гомельской области Беларуси. В составе Дудичского сельсовета.

## География

### Расположение
В 3 км на юг от районного центра и 5 км от железнодорожной станции Калинковичи (на линии Гомель — Лунинец), 126 км от Гомеля.

### Гидрография
На севере мелиоративные каналы.

## Транспортная сеть
Транспортные связи — по просёлочной, затем автомобильной дороге Гомель — Лунинец. Планировка состоит из прямолинейной улицы, ориентированной с юго-востока на северо-запад и застроенной редко, деревянными крестьянскими усадьбами.

## История
По письменным источникам известна с XIX века как селение в Дудичской волости Речицкого уезда Минской губернии. В 1834 году владение Горвата. С 1842 года действовала церковь. Упоминается в статистическом справочнике 1886 года как слобода. Согласно переписи 1897 года действовала еврейская молитвенная школа.
В результате погрома, который 10 ноября 1920 года учинили легионеры Булак-Балаховича, погибли 11 жителей. В 1930 году организован колхоз, действовала начальная школа (в 1935 году 28 учеников). Во время Великой Отечественной войны в мае-июне 1944 года в деревне размещались жители из селений, которые находились в прифронтовой полосе. 26 жителей погибли на фронте. Согласно переписи 1959 года в составе совхоза «Дудичы» (центр — деревня Дудичи).
28 июня 2024 года изменены границы деревни Ситня, в её черту включены земельные участки общей площадью 0,1175 гектара.  

## Население

### Численность
- 2004 год — 31 хозяйство, 59 жителей.

### Динамика
- 1834 год — 6 дворов.
- 1897 год — 35 дворов, 326 жителей (согласно переписи).
- 1908 год — 42 двора, 270 жителей.
- 1959 год — 149 жителей (согласно переписи).
- 2004 год — 31 хозяйство, 59 жителей.

## Инфраструктура
- Агроусадьба «Сітнянскі кут»